# Fruela II
Fruela II d'Asturies et de León hérita du royaume des Asturies à la mort de son père Alphonse III en 910, accédant au trône léonais en 924, à la mort d'Ordoño II, dépossédant ainsi les fils d'Ordoño.

## Règne
Il tente d'usurper le trône de son frère aîné García Ier d'Oviedo en 910 et se proclame roi dans les Asturies, puis celui d'Alphonse IV en 924 mais son règne contesté est court et ses sujets le déposent en 925 avant qu'il ne meure de la lèpre en août 925. Sa succession entraîne une grave crise politique.
Il avait épousé vers 917 en secondes noces Urraca de Tolède, nièce de Lubb ibn Muhammad des Banu Qasi. D'une première union il laisse trois fils :
- Alphonse-Fruela qui tente en vain de lui succéder en 927 ;
- Ramire ;
- Ordoño.

Ces trois fils, possibles prétendants à la royauté, sont aveuglés en même temps que le roi Alphonse IV de León, qui avait tenté de reprendre son trône, sur ordre de Ramire II de León.